# Robert Aumann
Israel Robert John Aumann (ur. 8 czerwca 1930 we Frankfurcie nad Menem) – izraelski matematyk, noblista z ekonomii (2005) i członek amerykańskiej National Academy of Sciences.

## Życiorys
W 1938 uciekł z nazistowskich Niemiec do Stanów Zjednoczonych. Pracę doktorską z matematyki ukończył na Massachusetts Institute of Technology.
W 1956 rozpoczął pracę na Wydziale Matematyki Uniwersytetu Hebrajskiego w Jerozolimie.
W 1982 jego syn Shlomo zginął podczas wojny libańskiej.
Aumann użył teorii gier by zanalizować Talmud. Między innymi rozwiązał starą tajemnicę „podziału spadku zmarłego męża pomiędzy jego trzy żony”. Rozwiązaniem było podanie zmniejszenia wartości spadku (porównanego do jego pierwotnej wartości).

## Nagrody
W 2005 roku wraz z Thomasem Schellingiem zdobył Nagrodę Banku Szwecji im. Alfreda Nobla w dziedzinie ekonomii za prace dotyczące zastosowania teorii gier w naukach społecznych i mikroekonomii. Pozwoliły one zastosować teorię gier – lub teorię decyzji interaktywnej – do poszukiwania odpowiedzi na pytanie, dlaczego niektóre grupy, organizacje i kraje odnoszą sukcesy we współpracy, natomiast inne popadają w konflikty.
Wcześniej, w 1998 roku, został wyróżniony Nagrodą Nemmersa.